# Changements de plans
Changements de plans (titre original : Changing Planes) est un recueil de nouvelles de science-fiction de l'écrivain américain Ursula K. Le Guin. Il est paru aux États-Unis en 2003 puis a été traduit en français et publié par les éditions Le Bélial' en 2025. Ce recueil a reçu le prix Locus du meilleur recueil de nouvelles 2004.

## Liste des nouvelles
Toutes les nouvelles sont traduites par Mélanie Fazi à la seule exception des Voltigeurs de Gy traduite par Pierre-Paul Durastanti.
- La Méthode de Sita Dulip, 2025 ((en) Sita Dulip's Method, 2003)
- La Bouillie d'Islac, 2025 ((en) Porridge on Islac, 2003)
- Le Silence des Asonus, 2025 ((en) The Silence of the Asonu, 1998)
- L'Hospitalité hennebète, 2025 ((en) Feeling at Home with the Hennebet, 2003)
- Le Courroux des Veksi, 2025 ((en) The Ire of the Veksi, 2003)
- Les Saisons des Ansarac, 2025 ((en) Seasons of the Ansarac, 2002) (variant of The Seasons of the Ansarac)
- Le Rêve social des Frines, 2025 ((en) Social Dreaming of the Frin, 2002)
- La Famille royale de Hegn, 2025 ((en) The Royals of Hegn, 2000)
- Contes tragiques de Mahigul, 2025 ((en) Woeful Tales from Mahigul, 2003)
- Joie sans fin, 2025 ((en) Great Joy, 2003)
- L'Île de l'Éveil, 2025 ((en) Wake Island, 2003)
- La Langue des Nna Mmoy, 2025 ((en) The Nna Mmoy Language, 2003)
- Le Bâtiment, 2025 ((en) The Building, 2001)Préalablement parue sous le titre La Construction dans Tracé du vertige, Flammarion, 2004, trad. Michel Demuth
- Les Voltigeurs de Gy, 2002 ((en) The Fliers of Gy, 2000)Préalablement parue dans la revue Bifrost no 25, Le Bélial', 2002, trad. Pierre-Paul Durastanti
- L'Île des Immortels, 2025 ((en) The Island of the Immortals, 1998)
- Les Confusions d'Uñi, 2025 ((en) Confusions of Uñi, 2003)

## Éditions
- Changing Planes, Harcourt, 1er juillet 2003, 246 p.  (ISBN 0-15-100971-6)
- Changements de plans, Le Bélial', coll. « Kvasar », 27 février 2025, trad. Pierre-Paul Durastanti et Mélanie Fazi, 288 p.  (ISBN 978-2-38163-163-9)